# Acxiom

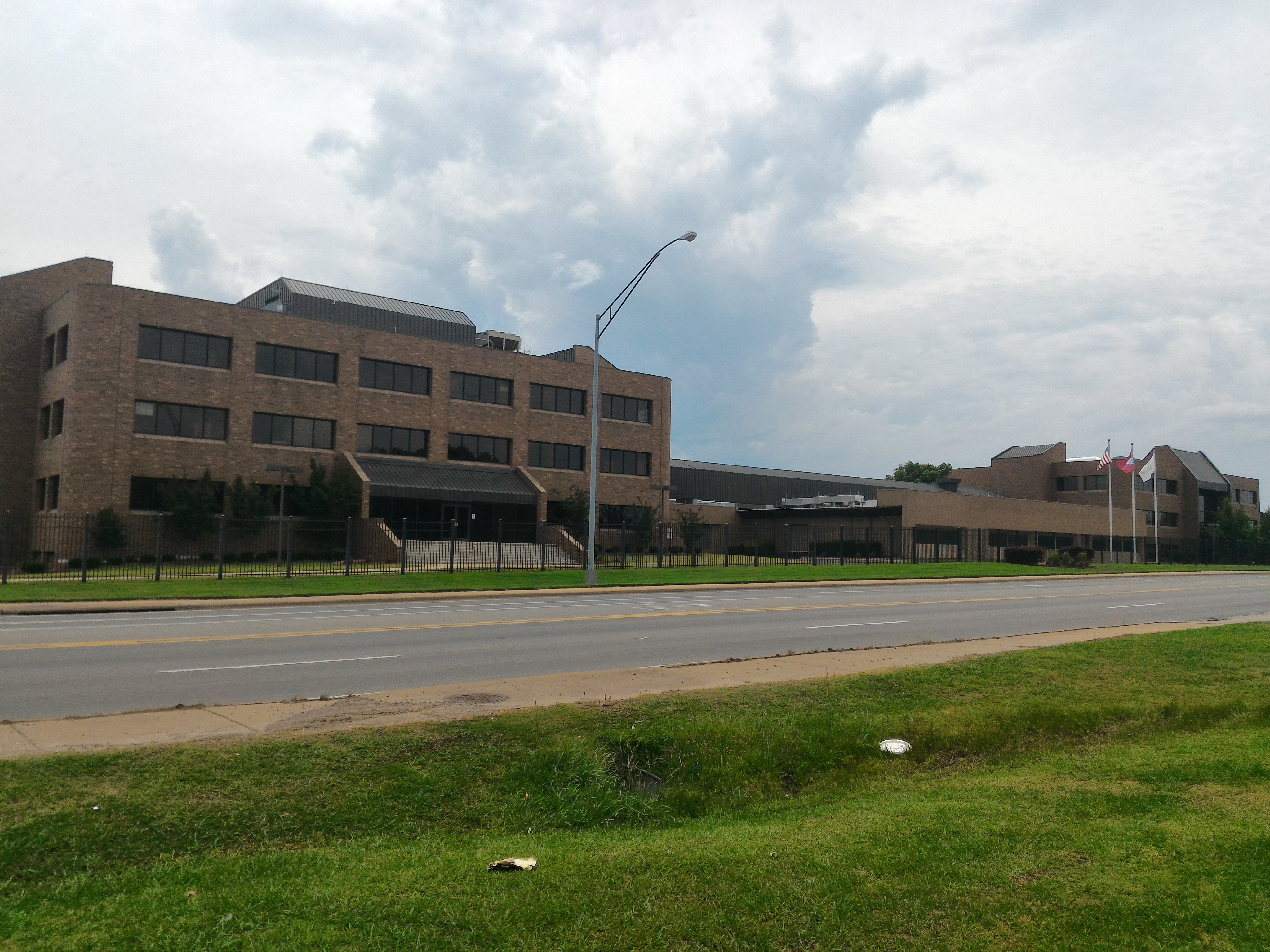
Unternehmenszentrale in Little Rock, Arkansas

Acxiom Corporation mit Sitz in Little Rock, Arkansas (USA) ist ein Dienstleister für Marketing, insbesondere Dialogmarketing und raumbezogene Marktbearbeitung.

## Firmengeschichte
Die Acxiom Corporation (Nasdaq: ACXM), wurde im Jahr 1969 unter dem Namen Demographics in Conway, Arkansas (USA) gegründet. Weltweit arbeiten über 5.500 Mitarbeiter in Niederlassungen in den USA sowie in Asien, Australien, Brasilien und mehreren Ländern Europas (Deutschland, Großbritannien und Polen). CEO der Acxiom Corporation ist Jerrod Martin.
Mitte 2018 kaufte die Werbeholding Interpublic (IPG) die Firma Acxiom für 2,3 Milliarden US-Dollar, unterzog sie einem Rebranding und gab ihr den Namen Liveramp.

## Konzernstruktur
Die Muttergesellschaft Acxiom Corporation besaß 2018 zahlreiche, steuertechnisch optimierte Tochtergesellschaften in den USA.
Folgende Tochtergesellschaften befinden sich außerhalb der USA: ACDUHO, C.V. (mit Sitz oder Eintragung in den Niederlanden), Acxiom Acquisition B.V. (mit Sitz oder Eintragung in den Niederlanden), Acxiom Asia Global Services Center Ltd (mit Sitz oder Eintragung in China), Acxiom Australia Pty Limited (mit Sitz oder Eintragung in Australien), Acxiom Brasil Participacoes Ltda. (mit Sitz oder Eintragung in Brasilien), Acxiom Brasil Servicos de Tecnologia da Informacao Ltda (mit Sitz oder Eintragung in Brasilien), Acxiom Deutschland GmbH (mit Sitz oder Eintragung in Deutschland), Acxiom European Holdings Limited (mit Sitz oder Eintragung in UK), Acxiom France SAS (mit Sitz oder Eintragung in Frankreich), Acxiom Global Service Center Polska  Sp.z.o.o.   (mit Sitz oder Eintragung in Polen), Acxiom Greater China Information Services Ltd. (mit Sitz oder Eintragung in China), Acxiom International Holdings B.V. (mit Sitz oder Eintragung in Niederlande), Acxiom Japan K.K. (mit Sitz oder Eintragung in Japan), Acxiom Limited (mit Sitz oder Eintragung in Großbritannien), Acxiom NZ Ltd. (mit Sitz oder Eintragung in Neuseeland), Acxiom PTE. Ltd. (mit Sitz oder Eintragung in Singapur), Acxiom Polska Sp.z.o.o. (mit Sitz oder Eintragung in Polen), ChinaLoop Holdings (mit Sitz oder Eintragung auf den Cayman-Inseln), ChinaLoop (Mauritius) Co. (mit Sitz oder Eintragung in Mauritius), XYZ Direct Pty Ltd. (mit Sitz oder Eintragung in Australien).

## Acxiom Deutschland GmbH
Die Acxiom Deutschland GmbH ging im Jahr 2004 aus den Firmen Claritas (gegründet 1989) und Consodata (gegründet 1962 als pan-adress) hervor. Für das Unternehmen arbeiten etwa 100 Mitarbeiter an den beiden Standorten in Frankfurt am Main und München. Sie ist eine hundertprozentige Tochtergesellschaft der Acxiom Corporation.

## Datenspeicherung
Acxiom ist ein großer Adresshändler. 2013 besaß das Unternehmen Daten von über 300 Millionen US-Bürgern, 44 Millionen Deutsche und mehr als 500 Millionen Konsumenten weltweit.

### In den USA
In den USA betreute es 2013 mehr zahlreiche Datenbanken, zu den Kunden zählten sieben der zehn größten Kreditkartenanbieter, sechs der zehn größten Warenhäuser und acht der zehn größten Automobilhersteller der USA, unter ihnen Toyota und Ford. Am Hauptsitz des Unternehmens in Little Rock, Arkansas, standen 2013 rund 23.000 Server mit Daten.
Acxiom betreibt in den USA die nach Auffassung von Verbraucherschützern weltgrößte Datenbank mit Verbraucheradressen. Weltweit 500 Millionen Verbraucher sind inzwischen mit jeweils 1.500 Einzelinformationen registriert. Acxiom kombiniert im sogenannten 360° Ansatz Informationen aus der Offline- und Onlinewelt sowie mobilen Anwendungen. So lieferte Acxiom, zum Beispiel, im Zusammenhang mit der Aufklärung der Anschläge vom 11. September 2001 für 11 von 19 Verdächtigen personenbezogene Daten an die Behörden. Acxiom ist, wie andere Anbieter auch, in der Lage, bei Einkäufen aus den Kundennamen von EC oder Kreditkarten in Verbindung mit der Abfrage der PLZ den Verbraucher mit 90%iger Sicherheit zu identifizieren und die entsprechenden Bonitätsdaten an das Kassenterminal zu liefern. Anhand dieser Daten wird dann entschieden, welche Zahlungsoptionen dem Kunden angeboten werden.

### In Deutschland
Die Deutschland betreffenden Datenbanken von Acxiom enthalten die postalischen Adressen von zirka 90 Prozent aller Haushalte. Die postalischen Adressen deutscher Verbraucher sind entsprechend dem deutschen Bundesdatenschutzgesetz nur dann bei Acxiom registriert, sofern von Verbraucherseite kein Widerspruch gegen die Speicherung vorliegt. Acxiom Deutschland sammelt darüber hinaus keine Einzelinformationen über Personen. Deshalb nutzt Acxiom für das Targeting von Verbrauchern über statistische Methoden generierte Raummerkmale bzw. Listen externer Anbieter.
Acxioms Daten und Dienste basieren auf einer Kombination von Adressen, für die explizite Einwilligungen der Haushalte vorliegen, Businessdatenbanken, einem umfassenden Gebäudeverzeichnis, Informationen zur Aktualisierung und Anreicherung von Datenbeständen, Instrumentarien und Expertisen für analytisches Customer Relationship Management (CRM) und Database-Management im Outsourcing. Im Segment Geomarketing bietet Acxiom Geokoordinaten, Softwarelösungen und Geoinformationssysteme sowie mikrogeografische Markt-, Potenzial- und Segmentierungsdaten an. Dazu gehören unter anderem Informationen über Soziodemografie, Einzelhandel, Kaufkraft, Kraftfahrzeuge, Beschäftigung, Verbrauchertypologien und spezielle Branchen-Scores. Diese Daten werden überwiegend auf Basis von amtlichen Grundlagen (unter anderem Mikrozensus, Statistisches Bundesamt, Statistische Landesämter) durch statistische Verfahren auf granulare Gebiete projiziert. Geomarketing unterstützt so die Planung und Bewertung von Standorten, Vertriebsgebieten, Produkten und Umsätzen. Unternehmen können diese Informationen über Marktpotenziale mit internen Kundendaten verknüpfen und zum Beispiel anhand der Marktausschöpfung eigene Stärken und Schwächen erkennen oder ihre Standortplanung steuern.
Im Bereich analytisches Customer Relationship Management (CRM) werden Informationen über eigene Kunden mit Informationen über Zielgruppen verknüpft und Handlungsstrategien abgeleitet. Das kann der Ausbau oder das Upgrade bestimmter Kundensegmente sein oder eine Kosten- und Risikominimierung.

## Beziehung zu Facebook und dem Cambridge-Analytica-Skandal
Zu den Kunden von Acxiom zählte auch Facebook, das seine eigenen Datenbestände unter anderem mit denen von Acxiom anreicherte, um Werbeanzeigen besser auf die Lebenssituation und Interessen seiner Nutzer zuzuschneiden. Im Zuge des Facebook-Datenskandals rund um Cambridge Analytica gab Facebook bekannt, die Zusammenarbeit mit Acxiom aufzukündigen. Der Börsenwert von Acxiom gab daraufhin im März 2018 um über 30 Prozent nach. Werbetreibende konnten mittels der sogenannten Facebook-Partner-Kategorien von Acxiom beispielsweise in Deutschland Anzeigen an Personen ausspielen, die innerhalb der drei vorangegangenen Jahre ein Auto gekauft hatten, an Kinderschutzorganisationen spendeten oder über ein monatliches Haushaltseinkommen von 5.000 € netto verfügten.